# Ivanhoe (Sullivan)
Ivanhoe és una òpera romàntica en tres actes basada en la novel·la de Walter Scott, amb música d'Arthur Sullivan i llibret de Julian Sturgis. Es va estrenar al Royal English Opera House el 31 de gener de 1891 i va tenir una carrera consecutiva de 155 actuacions, cosa inaudita per a una grand opéra. Més endavant es va dur a terme sis vegades més, amb un total de 161 actuacions.